# 잉글랜드법
잉글랜드법(English law)은 잉글랜드 웨일스의 영미법 법계로서 주로 형법과 민법으로 구성되어 있으며, 각 분야마다 자체 법원과 절차가 있다. 사법부는 독립적이며, 공정성, 법 앞에서의 평등, 공정한 재판을 받을 권리와 같은 법적 원칙이 체계의 기초가 된다.

## 주요 요소
영미법은 역사적으로 잉글랜드법의 기초이자 주요 원천이었지만, 가장 권위 있는 법은 의회법, 규정 및 부칙으로 구성된 성문법이다. 성문법이 없는 경우 선례(stare decisis) 원칙을 가진 영미법이 사법 판결, 관습 및 관례에 따라 잔여 법률 원천을 형성한다.
영미법은 성문법과 이전 판결의 추론에서 파생된 확립된 원칙을 모두 적용하는 재직 판사에 의해 만들어진다. 형평성은 판사가 만든 법의 또 다른 역사적 원천이다. 영미법은 의회에서 수정하거나 폐지할 수 있다.
민법 체계가 아니기 때문에 포괄적인 법전화가 없다. 그러나 대부분의 형법은 확실성과 기소의 용이성을 위해 영미법에서 유래한 것부터 법전화되었다. 현재 살인은 법정 범죄가 아닌 영미법 범죄로 남아 있다.
스코틀랜드와 북아일랜드는 영국의 일부를 형성하고 주요 입법부로서 웨스트민스터를 공유하지만 잉글랜드법 외에 별도의 법률 체계를 가지고 있다.
유럽 연합의 로마 조약이나 헤이그-비스비 규칙과 같은 국제 조약은 의회법에 의해 채택되고 비준될 때에만 잉글랜드법에 효력이 있다. 채택된 조약은 폐기 또는 철회가 의회에서 제정한 권리에 영향을 미치지 않는 한 이후 행정 조치로 폐기될 수 있다. 이 경우 의회 주권의 원칙으로 인해 행정 조치를 사용할 수 없다.

## 같이 보기
- 군법
- 추밀원칙령